# Bernardos
Bernardos è un comune spagnolo di 550 abitanti situato nella comunità autonoma di Castiglia e León, nella provincia di Segovia.